# Battersea Bridge
Battersea Bridge è un ponte ad arco a cinque campate con travi in ghisa e pilastri di granito che attraversa il fiume Tamigi a Londra, in Inghilterra. Si trova su un'ansa stretta del fiume e collega Battersea a sud del fiume con Chelsea a nord. Il ponte sostituì un servizio di traghetti che operava vicino al sito almeno dalla metà del XVI secolo.
Il primo Battersea Bridge era un ponte a pedaggio commissionato da John Spencer, I conte Spencer, che aveva da poco acquisito i diritti per operare il traghettamento. Sebbene fosse stato progettato un ponte in pietra, le difficoltà nell'aumentare gli investimenti fecero sì che fosse invece costruito un ponte di legno più economico. Progettato da Henry Holland, fu inizialmente aperto ai pedoni nel novembre 1771 e poi al traffico veicolare nel 1772. Il ponte era stato progettato in modo inadeguato e pericoloso sia per i suoi utenti che per le imbarcazioni di passaggio, e spesso le barche si scontravano con i pilastri. Per ridurre i pericoli per la navigazione, vennero rimossi due moli e le sezioni del ponte sopra di essi vennero rafforzate con travi in ferro.
Sebbene pericoloso e impopolare, il ponte fu l'ultimo ponte di legno a sopravvivere sul Tamigi a Londra, ed è stato oggetto di dipinti di molti artisti importanti come William Turner, John Sell Cotman e James McNeill Whistler, tra cui Notturno in blu e oro - Il vecchio ponte di Battersea e il suo controverso Notturno in nero e oro - Il razzo cadente.
Nel 1879 il ponte passò alla proprietà pubblica e nel 1885 fu demolito e sostituito con il ponte odierno, progettato da Sir Joseph Bazalgette e costruito da John Mowlem &amp; Co. Il ponte stradale più stretto sopravvissuto sul Tamigi a Londra, è uno dei meno trafficati. La posizione su un'ansa del fiume lo rende un pericolo per la navigazione ed è stato chiuso molte volte a causa di collisioni.

## Sfondo

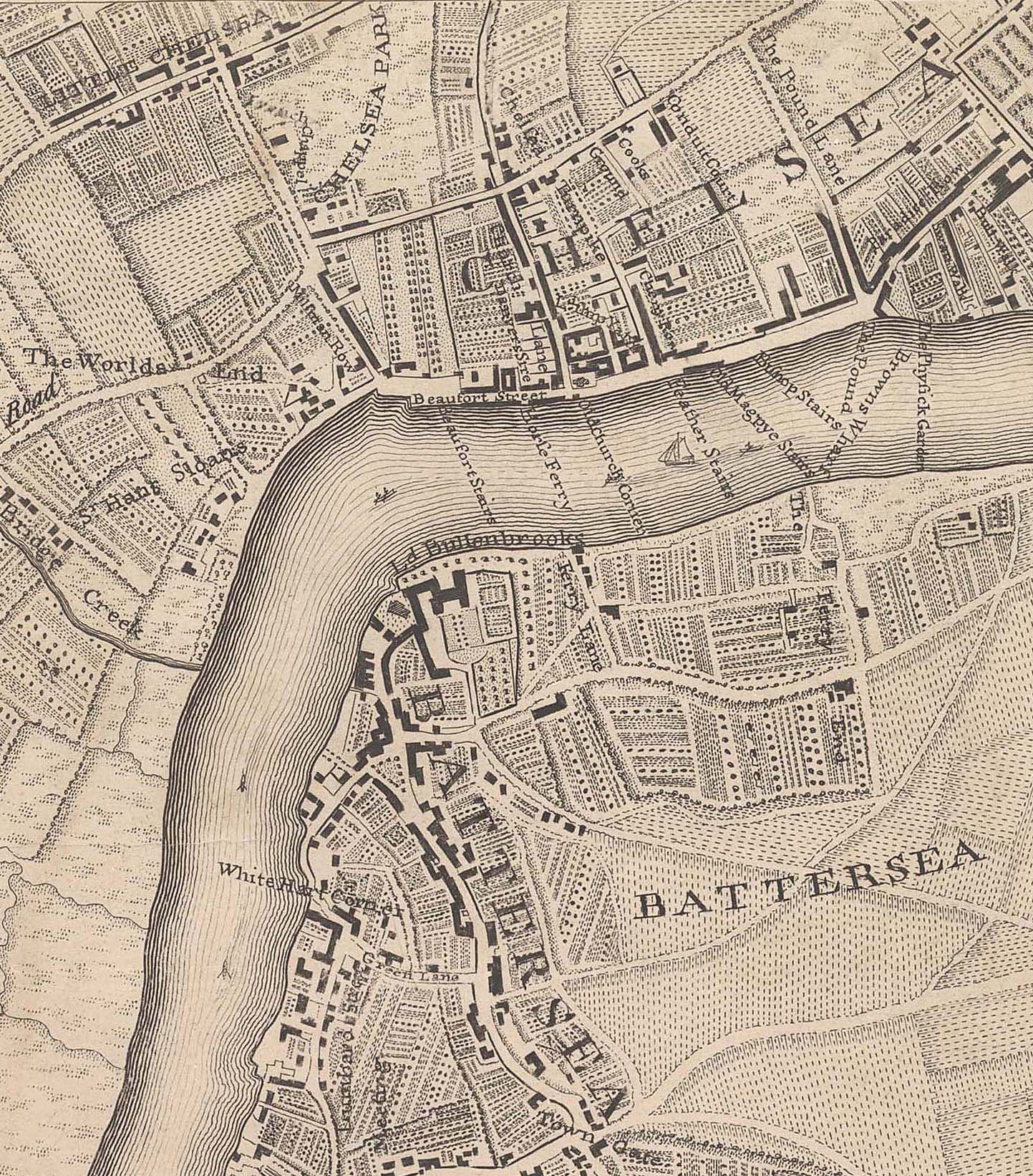
Chelsea e Battersea, 1746. Il ponte sarebbe stato costruito sul meandro del fiume, a breve distanza a ovest della traversata in traghetto evidenziata.

Chelsea (inglese antico Cealchyð, molo di gesso), a circa 4,8 km. a ovest di Westminster sulla riva nord del fiume Tamigi, esiste come insediamento almeno dall'epoca anglosassone Il Tamigi in questo punto piega ad angolo acuto, passando da un flusso sud-nord a uno est-ovest. Si ritiene che il fiume lento e relativamente facilmente guadabile sia stato attraversato qui da Giulio Cesare durante l'invasione della Gran Bretagna nel 54 a.C. Almeno dal XIV secolo Chelsea godeva di buoni collegamenti stradali e fluviali con la sede del governo di Westminster e il centro commerciale della City di Londra. Era un centro dell'industria della porcellana britannica, e un importante produttore di prodotti da forno. Nei periodi di punta venivano venduti quasi 250.000 Chelsea bun al giorno. Nel XVIII secolo vantava un gran numero di residenti molto prosperi.
Battersea, indicata come Patricesy (Acqua di San Pietro) nel Domesday Book e menzionata per la prima volta nei documenti del 693, sulla riva sud del fiume di fronte a Chelsea, era invece terra bassa e paludosa, soggetta a inondazioni. Le condizioni erano ideali per la coltivazione di asparagi e lavanda, e nella zona c'era una piccola città mercato basata sull'industria degli asparagi e della lavanda.
Sebbene Chelsea e Battersea fossero collegate da un traghetto almeno dal 1550, i collegamenti fissi più vicini tra le due sponde erano Putney Bridge, 3,8 km. a monte e inaugurato nel 1729, e Westminster Bridge, 4,8 km. a valle, aperto nel 1746. Nel 1763 John Spencer, I conte Spencer, acquistò il maniero di Battersea, e di conseguenza acquisì la proprietà del servizio di traghetti tra Chelsea e Battersea.
Il traghetto era vecchio e alquanto pericoloso, e nel 1766 Spencer formò la Battersea Bridge Company e cercò di ottenne il consenso parlamentare per costruire "un bel ponte di pietra" sul Tamigi. Il ponte doveva essere costruito tra Cheyne Walk e Battersea, nel punto in cui il corso del fiume gira bruscamente a est verso Westminster, ad un costo previsto di £ 83.000 (circa £ 12,434,000 nel 2022). Il conte aveva previsto che molti residenti locali avrebbero investito nel progetto, ma scoprì presto che c'era un diffuso scetticismo sul ponte. Solo 15 investitori, incluso lo stesso conte, furono disposti a investire, e venne raccolto soltanto una somma di £ 17.662 (circa £ 2,511,000 nel 2022), molto meno di quanto necessario per finanziare l'ambizioso progetto.

## Vecchio ponte di Battersea

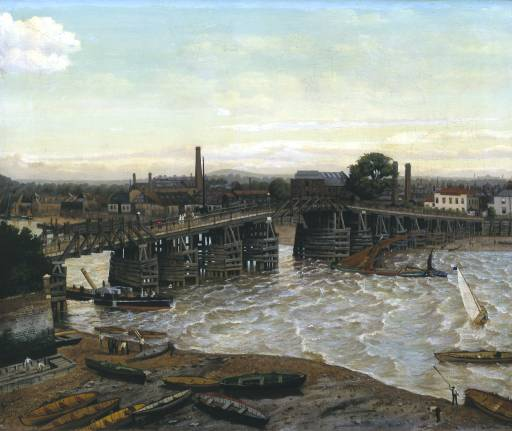
Vecchio ponte di Battersea, Walter Greaves (1874)

Spencer calcolò che il denaro raccolto sarebbe stato sufficiente per finanziare un modesto ponte di legno e fu commissionato un progetto all'architetto emergente Henry Holland. Il ponte fu costruito su progetto di Holland da John Phillips, il cui zio Thomas aveva costruito il ponte del 1729 a Putney. Il ponte fu aperto ai pedoni nel novembre 1771 mentre era ancora incompleto. Nel 1772 fu aggiunta una superficie in gesso e ghiaia e il ponte fu aperto al traffico veicolare. I pedaggi andavano da mezzo penny per i pedoni a 1 scellino per i veicoli trainati da quattro o più cavalli. Al ponte non venne mai dato formalmente un nome e sulle mappe del periodo veniva indicato sia "Ponte Battersea" che "Ponte Chelsea".

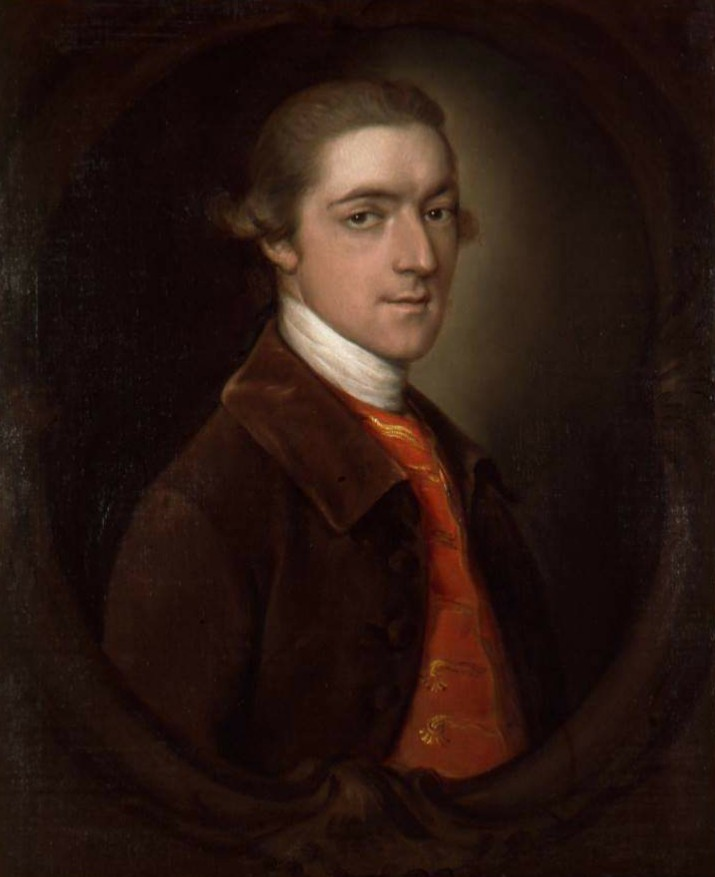
Il conte John Spencer, commissionò il primo Battersea Bridge

Il ponte non fu un successo commerciale. Era lungo 220 metri e largo solo 7,2 metri, il che rendeva poco pratico l'uso dei veicoli più grandi. Il progetto di Holland consisteva in diciannove campate strette separate, la più ampia era larga soli 9,6 metri, e le barche trovavano difficoltà a navigare sotto il ponte. Ci furono una serie di incidenti con feriti gravi e morti. Più volte speronato dal trasporto marittimo di passaggio, il ponte richiedeva frequenti riparazioni costose e i dividendi pagati agli investitori erano bassi. Durante un inverno particolarmente freddo, nel 1795, il ponte fu gravemente danneggiato dal ghiaccio, rendendo necessaria una ricostruzione lunga e costosa, e per i tre anni successivi non furono pagati dividendi ai soci. In Parlamento vennero espresse preoccupazioni sull'affidabilità del ponte e la Battersea Bridge Company fu obbligata a fornire un servizio di traghetti, alla stessa tariffa dei pedaggi del ponte, nel caso in cui il ponte fosse stato chiuso per riparazioni.
Nel tentativo di migliorare la scarsa sicurezza del ponte per i suoi clienti, nel 1799 furono aggiunte lampade a olio, rendendo il Battersea Bridge il primo ponte sul Tamigi ad essere illuminato. Tra il 1821 e il 1824 le fragili staccionate di legno lungo i bordi del ponte, che spesso si rompevano, furono sostituite da robuste ringhiere di ferro alte 1,2 metri, e nel 1824 le lampade a olio furono a loro volta sostituite da luci a gas. Nel 1873, nel tentativo di migliorare la navigazione sotto il ponte e ridurre gli incidenti, furono rimossi due pilastri rendendo la campata più ampia 23,1 metri, e l'impalcato del ponte venne rinforzato con travi in ferro per compensare i pilastri mancanti.

### Concorrenza e controversie con il Vauxhall Bridge
Nel 1806, Ralph Dodd propose uno schema per aprire la riva sud del Tamigi di fronte a Westminster, costruendo una nuova strada principale da Hyde Park Corner a Kennington e Greenwich, attraversando il fiume a Vauxhall, a circa metà strada tra Battersea Bridge e Westminster Bridge. La Battersea Bridge Company era preoccupata per la potenziale perdita di dogana e presentò una petizione al Parlamento contro lo schema, affermando che "[Dodd] è un noto avventuriero e speculatore, e il progettista di numerose imprese su larga scala, la maggior parte se non tutte fallite", e il disegno di legge venne abbandonato. Tuttavia, nel 1809 fu presentato al Parlamento un nuovo disegno di legge per un ponte a Vauxhall, questa volta obbligando gli operatori del nuovo ponte a risarcire la Battersea Bridge Company per eventuali perdite, e la Compagnia permise l'approvazione e accettò il risarcimento. La legge obbligava la Vauxhall Bridge Company a rimborsare la Battersea Bridge Company per qualsiasi perdita di entrate causata dal nuovo ponte.
Dopo molti ritardi e battute d'arresto, il nuovo ponte di Vauxhall (inizialmente chiamato Regent Bridge in onore di George, Principe Reggente, ma poco dopo ribattezzato Vauxhall Bridge) fu aperto il 4 giugno 1816. Tuttavia, la Vauxhall Bridge Company non riuscì a pagare il compenso concordato alla Battersea Bridge Company e fu portata in tribunale. Dopo una controversia legale durata cinque anni, venne emessa una sentenza a favore della Battersea Bridge Company, con la Vauxhall Bridge Company obbligata a pagare un risarcimento di £ 8.234 (circa £ 718,000 nel 2022).

### Old Battersea Bridge nell'arte

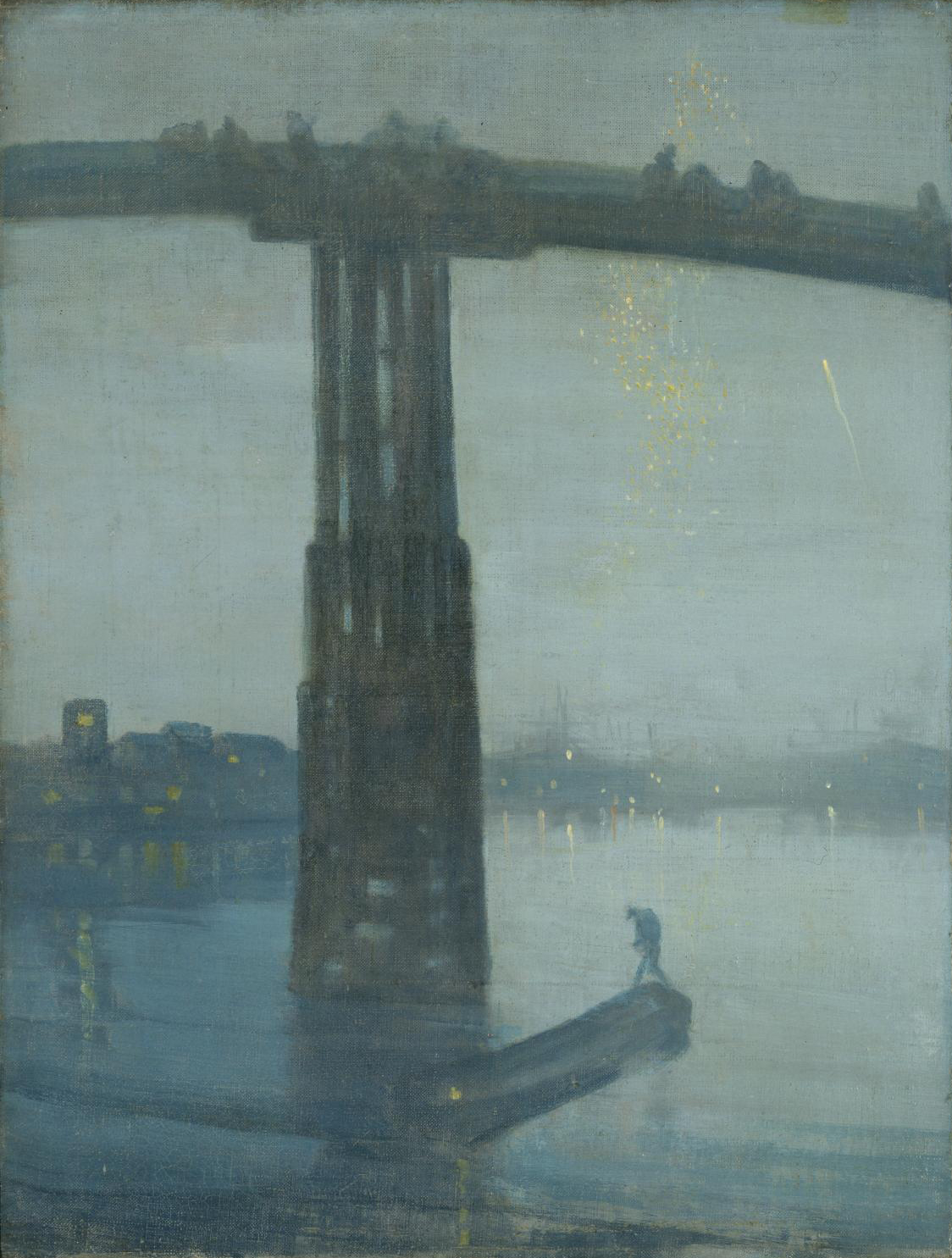
Notturno in blu e oro - Il vecchio ponte di Battersea, James McNeill Whistler (1872–75 circa)

Sebbene il ponte fosse scomodo per i suoi utenti e molto insicuro, in quanto ultimo ponte di legno sopravvissuto sul Tamigi nell'area di Londra, era considerato un importante punto di riferimento e molti artisti di spicco del periodo ne furono attratti. Camille Pissarro, William Turner, John Sell Cotman e John Atkinson Grimshaw realizzarono dipinti significativi del ponte. Walter Greaves, la cui famiglia possedeva una rimessa per barche adiacente al ponte e il cui padre era stato barcaiolo di Turner, dipinse numerose scene del ponte. Il residente locale e mentore di Greaves James McNeill Whistler ne creò molte immagini, incluso l'influente Nocturne ispirato a Hokusai Notturno in blu e oro - Il vecchio ponte di Battersea (dipinto intorno al 1872–1875), in cui le dimensioni del ponte sono intenzionalmente distorte e La Chelsea Old Church e l'Albert Bridge, di recente costruzione, sono visibili attraverso una nebbia stilizzata.

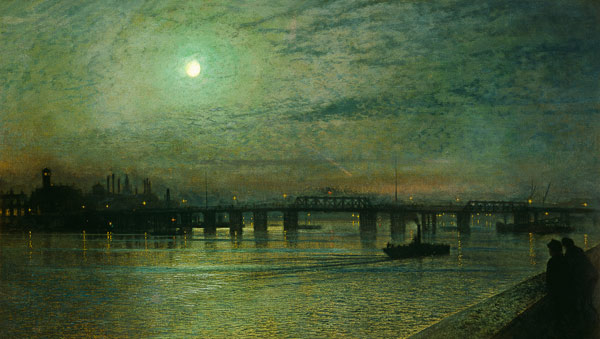
Ponte di Battersea, John Atkinson Grimshaw (1885)

La serie Nocturne di Whistler raggiunse la notorietà nel 1877, quando l'influente critico John Ruskin visitò una mostra della serie alla Grosvenor Gallery. Scrisse del dipinto Notturno in nero e oro - Il razzo cadente, che Whistler stava "chiedendo duecento ghinee per aver lanciato un vaso di vernice in faccia al pubblico". Whistler fece causa per diffamazione e il caso raggiunse i tribunali nel 1878. Il giudice del caso suscitò risate in tribunale quando, riferendosi a Notturno in blu e oro - Il vecchio ponte di Battersea, chiese a Whistler "Quale parte del quadro è il ponte?"; il caso si concluse con l'assegnazione a Whistler di un risarcimento simbolico di un farthing.
Nel 1905, Notturno in blu e oro divenne la prima acquisizione significativa da parte della neonata National Art Collections Fund e ora si trova alla Tate Britain.

### Acquisizione a proprietà pubblica
Nel 1858 venne aperto un ponte in competizione, più moderno e conveniente, nelle vicinanze del Chelsea Bridge, e l'utilizzo del Battersea Bridge diminuì drasticamente. Dopo un incidente, del 1844, in cui una donna fu uccisa sul ponte, alla presenza di uno degli esattori, ma non intervenne perché entrambe le parti avevano pagato i loro pedaggi, vi furono serie preoccupazioni pubbliche sulla sicurezza del ponte.

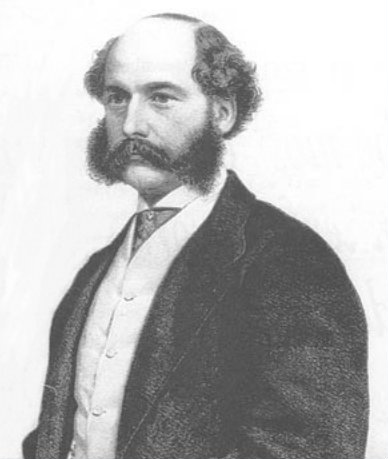
Joseph Bazalgette

Il nuovo Albert Bridge fu aperto nel 1873, a meno di 450 metri dal ponte di Battersea. Memore dell'impatto che il nuovo ponte avrebbe avuto sulla redditività finanziaria del ponte più vecchio, l'Atto del Parlamento del 1864, che autorizzava l'Albert Bridge, obbligò la Albert Bridge Company ad acquistare il Battersea Bridge al momento dell'apertura del nuovo ponte e a risarcire i proprietari di Battersea Bridge con £ 3.000 (circa £ 302,000 nel 2022)  all'anno fino all'apertura del nuovo ponte, e così Battersea Bridge fu acquistato a titolo definitivo dalla Albert Bridge Company nel 1873. A questo punto il ponte era in pessime condizioni e ci furono molte richieste, da parte dei residenti locali, per la sua demolizione. Come misura provvisoria, l'architetto dell'Albert Bridge Rowland, Mason Ordish, rafforzò le fondamenta del ponte con il cemento mentre il dibattito sul suo futuro continuava.
Nel 1877 fu approvato il Metropolis Toll Bridges Act che consentiva al Metropolitan Board of Works di acquistare tutti i ponti di Londra tra Hammersmith e Waterloo Bridge e liberarli dai pedaggi, e nel 1879 il Board of Works acquistò i ponti Albert e Battersea per un costo totale di £ 170.000 (circa £ 17.672.000 nel 2022) e i pedaggi vennero aboliti su entrambi i ponti.
Le ispezioni dell'ingegnere capo del Metropolitan Board of Works, Sir Joseph Bazalgette, a seguito dell'acquisto, rilevarono che il ponte di Battersea era in condizioni così precarie da non poter essere riparato. Nel 1883 fu limitato al traffico pedonale e nel 1885 fu demolito per far posto a un nuovo ponte progettato da Bazalgette.

## Nuovo ponte di Battersea

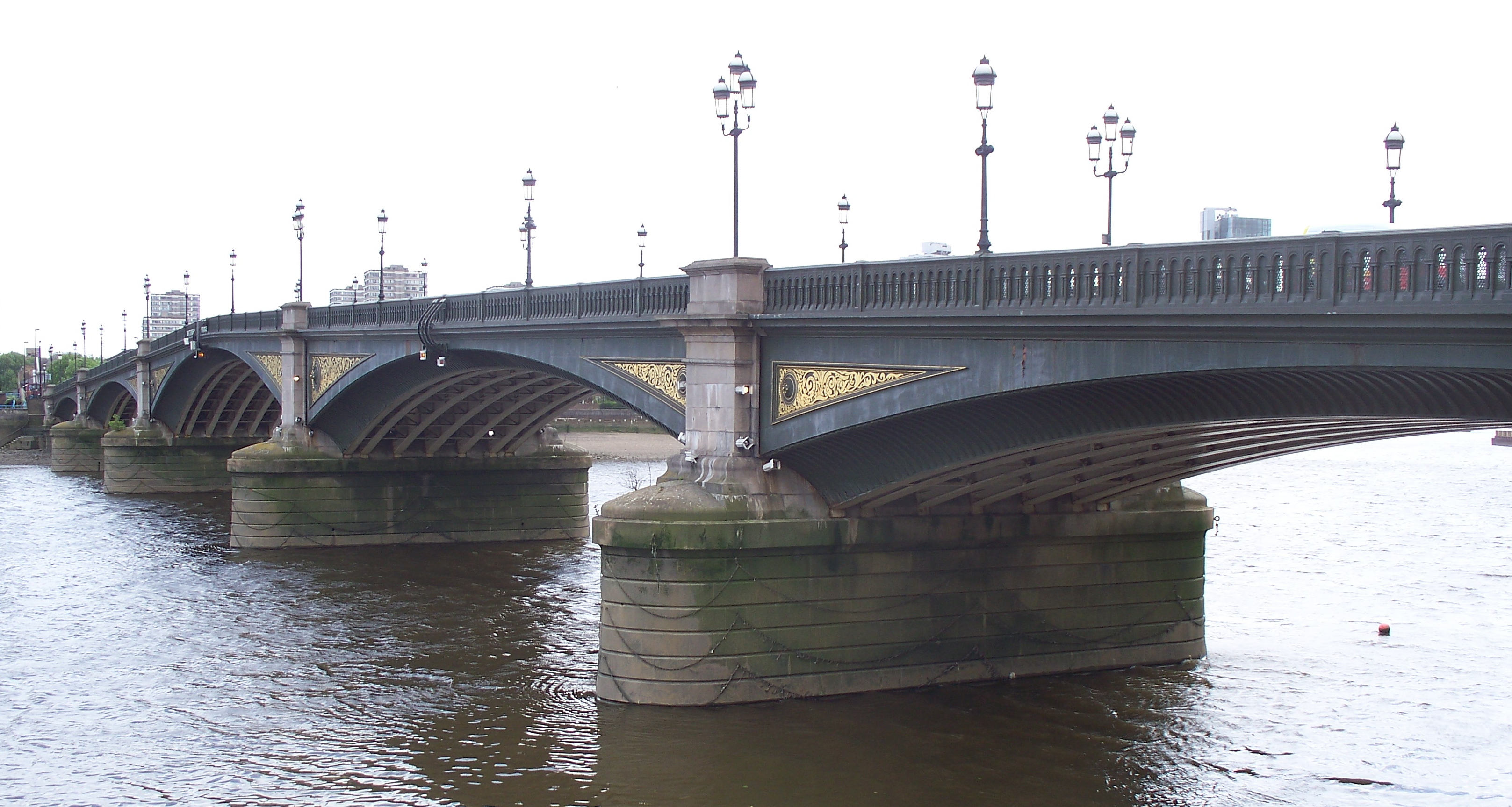
Il nuovo ponte di Battersea

Il contratto per la costruzione del nuovo ponte fu assegnato a John Mowlem &amp; Co, e nel giugno 1887 il duca di Clarence pose una prima pietra cerimoniale nella spalla meridionale e iniziarono i lavori di costruzione. Il progetto di Bazalgette prevedeva cinque archi con campate in ghisa, su pilastri di granito che a loro volta poggiavano su fondamenta di cemento. La carreggiata era larga 7,2 metri con ampi sentieri a sbalzo su entrambi i lati del ponte, di 2,4 metri, dando al ponte una larghezza totale di 12 metri. La balaustra era un caratteristico reticolo in stile moresco I lavori di costruzione vennero supervisionati dal figlio di Bazalgette, Edward, e costarono un totale di £ 143.000 (circa £ 16,090,000 nel 2022).
Il 21 luglio 1890 il ponte fu ufficialmente aperto dal futuro primo ministro Lord Rosebery, allora presidente del neonato London County Council. A differenza del suo predecessore, il nuovo ponte venne ufficialmente chiamato Battersea Bridge. Sebbene la carreggiata fosse stretta, i tram la percorsero sin dall'inizio. Inizialmente erano trainati da cavalli, ma dal 22 giugno 1911 furono introdotti i tram elettrici della London County Council Tramways.

### Collisioni

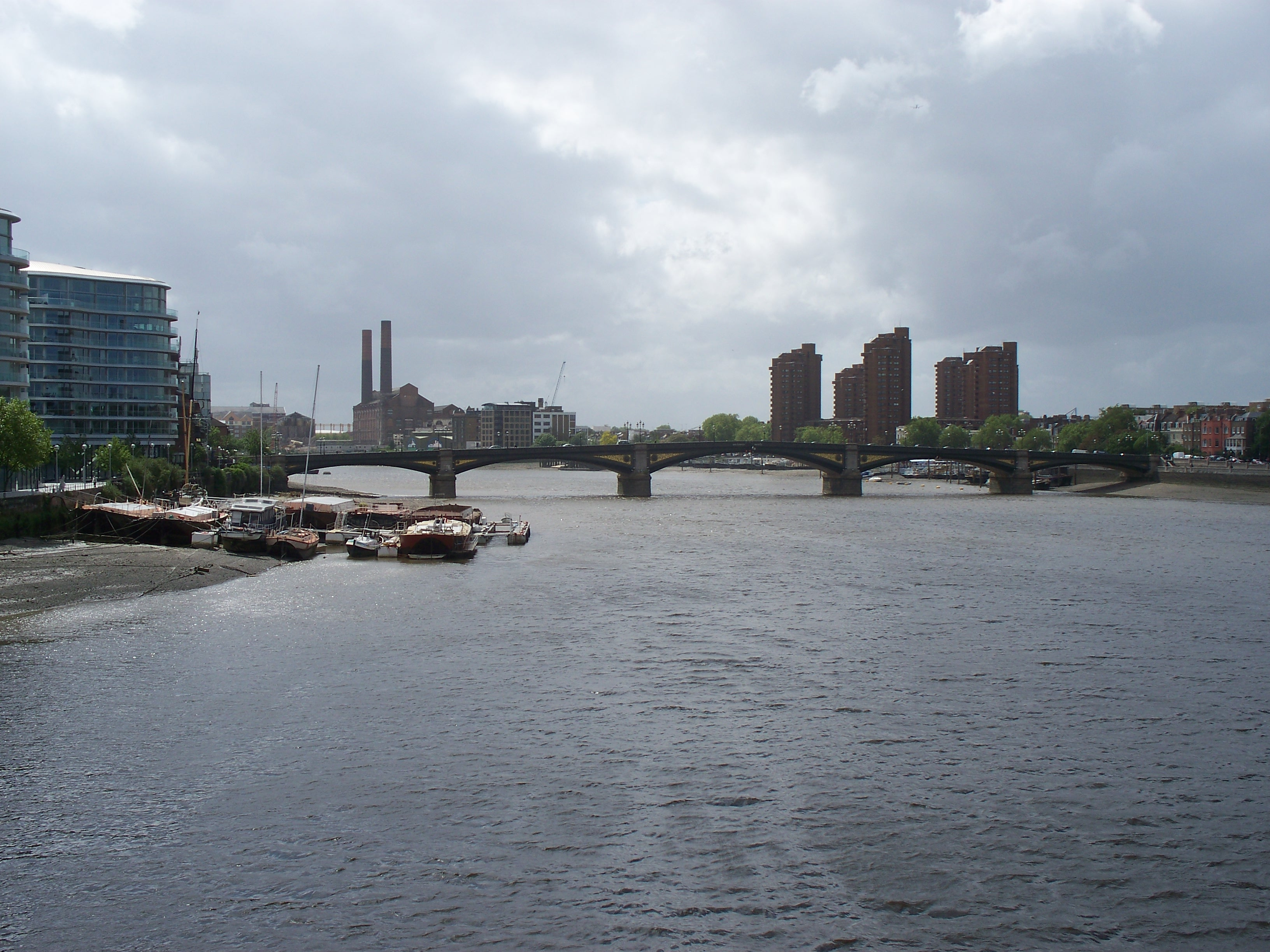
Il Tamigi curva bruscamente a Battersea Bridge

Sebbene le cinque campate dell'attuale ponte siano molto più larghe delle diciannove del ponte originale, la posizione del ponte, su un'ansa stretta del fiume, rappresenta ancora un pericolo per la navigazione. Nel 1948, la MV Delta si bloccò sotto il ponte e il suo comandante, Hendrikus Oostring, subì la rottura delle braccia e dovette essere salvato dalla timoneria distrutta. Il 23 marzo 1950, la carboniera John Hopkinson entrò in collisione con il molo centrale, provocando gravi danni strutturali, lasciando i binari del tram come l'unico elemento che teneva insieme il ponte. Il London County Council temeva che l'intera struttura sarebbe crollata e chiuse il ponte fino al gennaio 1951. I servizi di tram nell'area furono sospesi il 30 settembre 1950, e pertanto quando il ponte fu riaperto i binari del tram vennero eliminati. Un altro grave incidente si verificò il 21 settembre 2005, quando la James Prior, una chiatta da 200 tonnellate, si scontrò con il ponte, provocando gravi danni strutturali per la riparazione dei quali occorse spendere oltre 500.000 sterline. Il ponte venne chiuso a tutti i veicoli a motore, diversi dagli autobus, durante le riparazioni, causando una forte congestione del traffico; alla fine venne riaperto il 16 gennaio 2006.

### Restauro

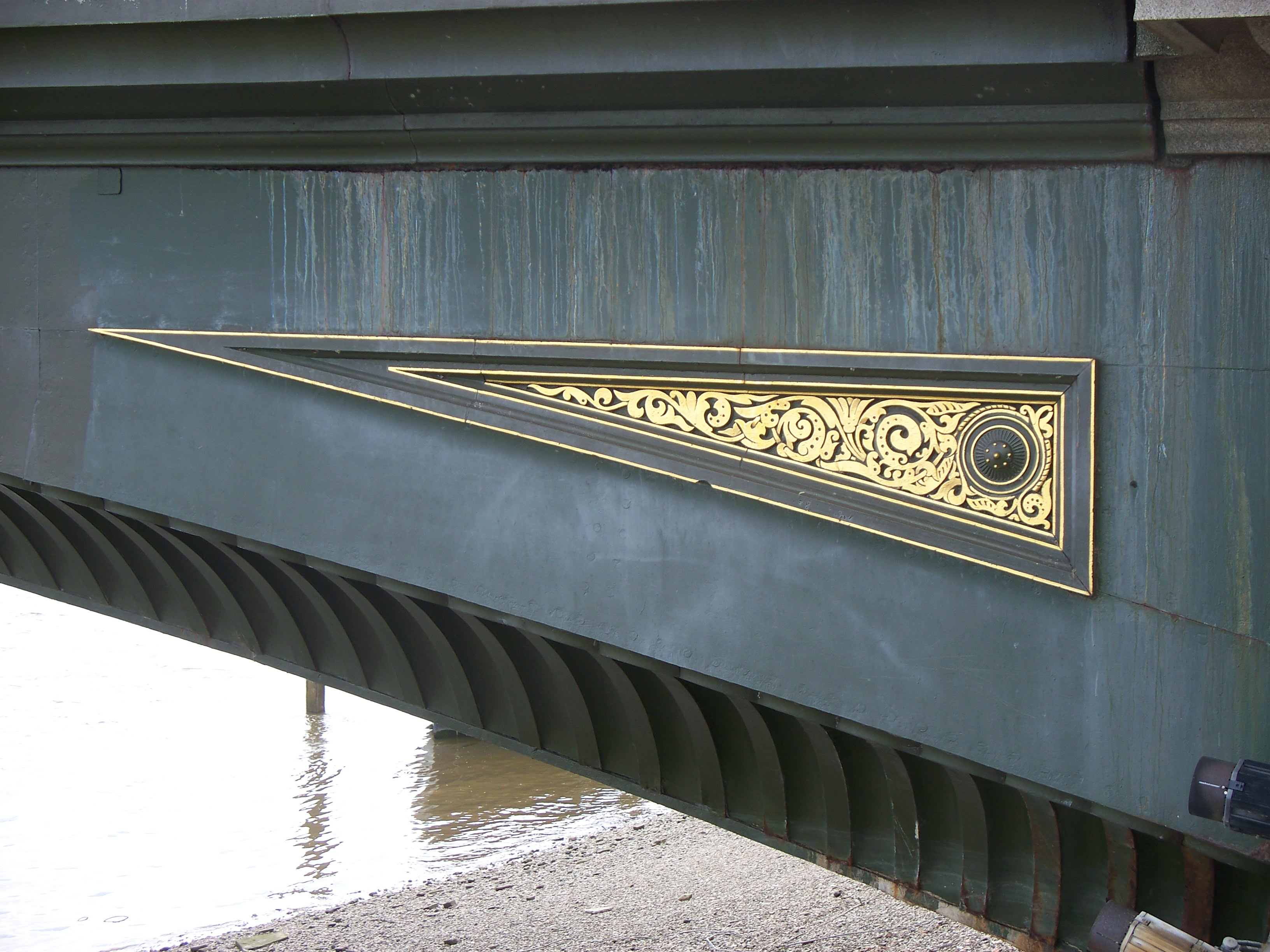
Particolare dopo il restauro

Con soli 12 metri di larghezza, il ponte di Bazalgette è ora il ponte stradale di Londra sopravvissuto più stretto, e nel 2004 era il quinto ponte sul Tamigi meno utilizzato a Londra. Nel 1983 il ponte è stato designato come struttura classificata Grade II, proteggendolo da ulteriori alterazioni, e nel 1992 l'English Heritage ha curato un progetto di ristrutturazione del ponte, che per alcuni anni era stato dipinto di blu e rosso.
Sono stati analizzati campioni di vernice e consultate fotografie del momento dell'apertura e il ponte è stato riportato al suo aspetto originale. Il corpo principale del ponte era dipinto in verde scuro, con i pennacchi decorati con dorature. Gli stendardi dei lampioni, che erano stati rimossi durante la seconda guerra mondiale, furono sostituiti con repliche copiate dai pali superstiti alle estremità del ponte. Una statua di James McNeill Whistler, di Nicholas Dimbleby, è stata eretta all'estremità nord del ponte nel 2005.

### Balena nel Tamigi
Poco dopo la sua riapertura, in seguito alla collisione con il James Prior, il ponte ottenne brevemente rilevanza nazionale il 20 gennaio 2006 quando una balena lunga 5,7 metri si arenò sotto il ponte di Battersea. Venne organizzata un'operazione di salvataggio e una grande folla si accalcò sul ponte. La balena venne trasferita con successo su una chiatta, ma morì mentre veniva trasportata in mare per essere liberata.  Un anno dopo la morte della balena, il suo scheletro è stato esposto al pubblico negli uffici del quotidiano The Guardian.  Oggi è esposta al Museo di storia naturale a Londra.